# Liste de peintures de Noël Coypel
Cette page dresse la liste des peintures de Noël Coypel, peintre français du XVIIe siècle.

## Liste
| Image | Identification | Date             | Commentaire | Lieu de conservation                                      | Référence |
| ----- | --- | ---------------- | --- | --------------------------------------------------------- | --------- |
|       | |                  | |                                                           |           |
|       | Simon Stock recevant le scapulaire des mains de la Vierge Huile sur toile, 197 x 288 cm                                                                              | vers 1642-1646   | Peint aux côtés de Pierre Poncet, pour l'église des Grands carmes d'Orléans                                            | Orléans, musée des Beaux-Arts                             |           |
|       | La Bretagne protégeant l'Innocence (modello) Huile sur toile, 46,3 x 35,6 cm                                                                                         | vers 1660        | Modello pour une composition du plafond de la Grand' Chambre du Parlement de Bretagne                                  | Rennes, musée des Beaux-Arts                              |           |
|       | La Félicité publique (modello) Huile sur toile, 36,5 x 47,5 cm | vers 1660        | Modello pour une composition du plafond de la Grand' Chambre du Parlement de Bretagne                                  | Rennes, musée des Beaux-Arts                              |           |
|       | Un ange présente le portrait en médaillon de Louis XIV Huile sur toile, 64 x 50 cm                                                                                   | vers 1660        | | Rennes, musée des Beaux-Arts                              |           |
|       | Saint Jacques le Majeur conduit au supplice (modello) Huile sur toile, 116 x 97 cm                                                                                   | 1661             | | Paris, musée Carnavalet                                   |           |
|       | Saint Jacques le Majeur conduit au supplice Huile sur toile, 402 x 331 cm                                                                                            | 1661             | May de Notre-Dame pour 1661                                                                                            | Paris, musée du Louvre                                    |           |
|       | La Réprobation de Caïn après la mort d'Abel Huile sur toile, 99 cm de diamètre                                                                                       | 1663             | | Paris, musée du Louvre                                    |           |
|       | L'Adoration des bergers Huile sur toile, 130,4 x 173,3 cm | 1663             | Peint pour la chapelle de l'Hôpital des Incurables                                                                     | Paris, musée de l'Assistance publique - Hôpitaux de Paris |           |
|       | La Visitation Huile sur toile, 130,5 x 172 cm | 1663             | Peint pour la chapelle de l'Hôpital des Incurables                                                                     | Paris, musée de l'Assistance publique - Hôpitaux de Paris |           |
|       | La Sainte Famille Huile sur toile, 92,9 x 77,9 cm | vers 1665-1670   | | Rennes, musée des Beaux-Arts                              |           |
|       | Apollon couronné par la Victoire Huile sur toile, 214 x 115 cm | 1667-1668        | Peint pour le Grand cabinet de l'appartement bas du roi au Palais des Tuileries (lambris)                              | Paris, musée du Louvre                                    |           |
|       | Apollon couronné par Minerve Huile sur toile, 214 x 103 cm | 1667-1668        | Peint pour le Grand cabinet de l'appartement bas du roi au Palais des Tuileries (lambris)                              | Paris, musée du Louvre                                    |           |
|       | La Sainte Famille et les Anges ou La Nativité (modello) Huile sur toile, 48,5 x 41,8 cm                                                                              | vers 1667-1668   | | Rennes, musée des Beaux-Arts                              |           |
|       | La Sainte Famille et les Anges ou La Nativité Huile sur toile, 183 x 133 cm                                                                                          | vers 1667-1668   | Peint pour l'oratoire du roi au Palais des Tuileries                                                                   | Nancy, musée des Beaux-Arts                               |           |
|       | Hercule combattant Acheloos Huile sur toile, 211 cm de diamètre | vers 1667-1669   | Peint pour les lambris de l'antichambre de l'appartement de commodité du roi au Palais des Tuileries                   | Lille, Palais des Beaux-Arts                              |           |
|       | Le Mois de Mars Huile sur toile | vers 1667-1670   | Peint pour le plafond de l'alcôve de la chambre à coucher de l'appartement de commodité du roi au Palais des Tuileries | Washington, Ambassade de France                           |           |
|       | Le Mois de Septembre Huile sur toile | vers 1667-1670   | Peint pour le plafond de l'alcôve de la chambre à coucher de l'appartement de commodité du roi au Palais des Tuileries | Washington, Ambassade de France                           |           |
|       | La Vigilance Huile sur bois, 155 x 85 cm | vers 1667-1670   | Peint pour la chambre à coucher de l'appartement de commodité du roi au Palais des Tuileries                           | Fontainebleau, musée national du château                  |           |
|       | L'Équité Huile sur bois, 155 x 85 cm | vers 1667-1670   | Peint pour la chambre à coucher de l'appartement de commodité du roi au Palais des Tuileries                           | Fontainebleau, musée national du château                  |           |
|       | La Rosée Huile sur toile, 121,3 x 182,9 cm | vers 1667-1670   | Peint pour le plafond de la chambre de l'appartement de commodité du roi au Palais des Tuileries                       | Collection particulière                                   |           |
|       | Allégorie de la Terre Huile sur toile 217 x 342,5 cm | vers 1670        | Peint pour le plafond de l'antichambre de l'appartement de commodité du roi au Palais des Tuileries                    | Lyon, musée des Beaux-Arts                                |           |
|       | La Nativité Huile sur toile, 51,5 x 68 cm | vers 1670        | | Collection particulière                                   |           |
|       | La Nativité Huile sur toile, 130 x 165 cm | vers 1670 ?      | | Marsillargues, église de la Transfiguration               |           |
|       | Sainte Geneviève recevant une médaille de saint Germain d'Auxerre Huile sur toile, 95 cm de diamètre                                                                 | vers 1670-1675   | Peint pour une église non identifiée de la région parisienne                                                           | Dijon, musée des Beaux-Arts                               |           |
|       | Le Char de Jupiter (esquisse) Huile sur toile, 76,5 x 78,5 cm | vers 1671        | Esquisse pour la composition centrale du Salon de Jupiter à Versailles                                                 | Versailles, musée national du château                     |           |
|       | Le Char de Jupiter Huile sur toile | vers 1671        | Composition centrale du plafond du Salon de Jupiter (Salle des gardes de la reine) à Versailles                        | Versailles, musée national du château                     |           |
|       | Ptolémée Philadelphe donnant la liberté aux Juifs (modello) Huile sur toile, 49,5 x 87,5 cm                                                                          | vers 1673        | Modello pour le plafond du Salon de Jupiter à Versailles                                                               | Paris, musée du Louvre                                    |           |
|       | Ptolémée Philadelphe donnant la liberté aux Juifs Huile sur toile | vers 1673        | Composition pour la voussure du Salon de Jupiter (Salle des gardes de la reine) à Versailles                           | Versailles, musée national du château                     |           |
|       | Alexandre Sévère faisant distribuer du blé au peuple de Rome dans un temps de disette (modello) Huile sur toile, 49 x 86,5 cm                                        | vers 1673        | Modello pour le plafond du Salon de Jupiter à Versailles                                                               | Paris, musée du Louvre                                    |           |
|       | Alexandre Sévère faisant distribuer du blé au peuple de Rome dans un temps de disette Huile sur toile                                                                | vers 1673        | Composition pour la voussure du Salon de Jupiter (Salle des gardes de la reine) à Versailles                           | Versailles, musée national du château                     |           |
|       | Trajan recevant les requêtes des citoyens romains (modello) Huile sur toile, 49,5 x 87,5 cm                                                                          | vers 1673        | Modello pour le plafond du Salon de Jupiter à Versailles                                                               | Paris, musée du Louvre                                    |           |
|       | Trajan recevant les requêtes des citoyens romains Huile sur toile | vers 1673        | Composition pour la voussure du Salon de Jupiter (Salle des gardes de la reine) à Versailles                           | Versailles, musée national du château                     |           |
|       | Solon défendant ses lois contre les objections des Athéniens (modello) Huile sur toile, 50 x 87,5 cm                                                                 | vers 1673        | Modello pour le plafond du Salon de Jupiter à Versailles                                                               | Paris, musée du Louvre                                    |           |
|       | Solon défendant ses lois contre les objections des Athéniens Huile sur toile                                                                                         | vers 1673        | Composition pour la voussure du Salon de Jupiter (Salle des gardes de la reine) à Versailles                           | Versailles, musée national du château                     |           |
|       | La Piété donnant la Liberté Huile sur enduit | vers 1673        | Ecoinçon du plafond du Salon de Jupiter (Salle des gardes de la reine) à Versailles                                    | Versailles, musée national du château                     |           |
|       | La Justice punissant Huile sur enduit | vers 1673        | Ecoinçon du plafond du Salon de Jupiter (Salle des gardes de la reine) à Versailles                                    | Versailles, musée national du château                     |           |
|       | La Piété soulageant la Famine Huile sur enduit | vers 1673        | Ecoinçon du plafond du Salon de Jupiter (Salle des gardes de la reine) à Versailles                                    | Versailles, musée national du château                     |           |
|       | La Justice récompensant Huile sur enduit | vers 1673        | Ecoinçon du plafond du Salon de Jupiter (Salle des gardes de la reine) à Versailles                                    | Versailles, musée national du château                     |           |
|       | Sacrifice à Jupiter Huile sur toile, 223 x 202 cm | vers 1673        | Peint pour la cheminée du Salon de Jupiter à Versailles                                                                | Versailles, musée national du château                     |           |
|       | Le Triomphe de Saturne (esquisse) Huile sur toile, 75,5 x 78,5 cm | 1672             | Esquisse pour la composition centrale du Salon de Saturne (détruit) à Versailles                                       | Versailles, musée national du château                     |           |
|       | Les Noces de Psyché (d'après Raphaël) Huile sur toile, 62 x 158 cm                                                                                                   | vers 1673-1675   | Attribué à Noël Coypel                                                                                                 | Orléans, musée des Beaux-Arts                             |           |
|       | Jupiter élevé par les Curètes Huile sur toile, 318 x 202 cm | 1679-1680        | Peint pour le Salon de Jupiter à Versailles                                                                            | Versailles, musée national du château                     |           |
|       | Le Serment d'Hannibal Huile sur toile, 65,4 x 81 cm | vers 1680-1690 ? | | Collection particulière                                   |           |
|       | Les échevins de Paris quittent l'Hôtel de Ville pour entendre un Te Deum à Notre-Dame, à l'occasion de la prise de Seneffe (modello) Huile sur toile, 45,5 x 62,7 cm | vers 1681        | Modello pour le tableau peint pour l'Hôtel de Ville de Paris                                                           | Paris, musée Carnavalet                                   |           |
|       | Jésus et la Samaritaine Huile sur toile, 400 x 260 cm | vers 1683        | Peint pour la nef de l'église des Chartreux de Paris                                                                   | Paris, église Saint-Merry                                 |           |
|       | Le Triomphe d'Apollon Huile sur toile, 354 x 245 cm |                  | Carton pour la tenture des Mois arabesques                                                                             | Avignon, musée Calvet                                     |           |
|       | Le Triomphe d'Apollon (fragment) Huile sur toile, 145 x 90 cm | 1683-1690        | Carton pour la tenture des Triomphes des dieux                                                                         | Paris, musée du Louvre                                    |           |
|       | Le Triomphe de Mars (fragment) Huile sur toile, 430 x 130 cm | 1684-1690        | Carton pour la tenture des Triomphes des dieux                                                                         | Paris, musée du Louvre                                    |           |
|       | Le Triomphe de Minerve (fragment) Huile sur toile, 430 x 150 cm | 1684-1690        | Carton pour la tenture des Triomphes des dieux                                                                         | Paris, musée du Louvre                                    |           |
|       | Le Triomphe de Bacchus (fragment) Huile sur toile, 426 x 165 cm | 1684-1690        | Carton pour la tenture des Triomphes des dieux                                                                         | Paris, musée du Louvre                                    |           |
|       | Apollon couronné par la Victoire Huile sur toile, 186 x 120 cm | 1688             | Peint pour le cabinet de repos au Trianon de marbre                                                                    | Versailles, musée national du château                     |           |
|       | Apollon gardant les troupeaux d'Admète Huile sur toile, 105 x 95 cm                                                                                                  | 1688             | Peint pour le cabinet de repos au Trianon de marbre (dessus-de-porte)                                                  | Versailles, musée national du château                     |           |
|       | Apollon et Mercure Huile sur toile, 106 x 99 cm | vers 1688        | Peint pour le cabinet de repos au Trianon de marbre (dessus-de-porte)                                                  | Versailles, musée national du château                     |           |
|       | Le Combat d'Hercule et d'Acheloüs (modello) Huile sur toile, 72,5 x 91,5 cm                                                                                          | vers 1688        | | Caen, musée des Beaux-Arts                                |           |
|       | Le Combat d'Hercule et d'Acheloüs Huile sur toile, 108 x 162 cm | vers 1688        | Peint pour le Trianon de marbre                                                                                        | Versailles, musée national du château                     |           |
|       | L'Enlèvement de Déjanire Huile sur toile, 118 x 89 cm | vers 1688        | Peint pour le Trianon de marbre                                                                                        | Versailles, musée national du château                     |           |
|       | L'Apothéose d'Hercule Huile sur toile, 185,7 x 151,2 cm | vers 1688        | Peint pour le Trianon de marbre                                                                                        | Versailles, musée national du château                     |           |
|       | Le Char du Jour Huile sur toile, 96,4 x 139 cm | vers 1695        | Carton pour la tenture des Mois arabesques                                                                             | Paris, musée du Louvre                                    |           |
|       | Le Printemps et l'Été Huile sur toile, 350 x 100 cm | vers 1695        | Carton pour la tenture des Mois arabesques                                                                             | Paris, musée du Louvre                                    |           |
|       | L'Automne et l'Hiver Huile sur toile, 350 x 100 cm | vers 1695-1700   | Carton pour la tenture des Mois arabesques                                                                             | Paris, musée du Louvre                                    |           |
|       | Hercule faisant un sacrifice à Jupiter Huile sur toile, 122 x 104,5 cm                                                                                               | 1699             | Peint pour le Salon du Sommeil au Trianon de marbre                                                                    | Versailles, musée national du château                     |           |
|       | Junon apparaît à Hercule Huile sur toile, 121,9 x 104,2 cm | vers 1699        | Peint pour le Salon du Sommeil au Trianon de marbre                                                                    | Versailles, musée national du château                     |           |
|       | La Résurrection du Christ Huile sur toile, 350 x 255 cm | 1700             | Peint pour l'église des Jésuites de Rennes                                                                             | Rennes, musée des Beaux-Arts                              |           |
|       | La Résurrection du Christ (réduction) Huile sur toile, 128 x 97 cm                                                                                                   | 1700             | | Rouen, musée des Beaux-Arts                               |           |
|       | La Résurrection du Christ (réduction) Huile sur toile, 93,6 x 74,6 cm                                                                                                | 1700             | | Notre Dame (Indiana), Snite Museum of Art                 |           |
|       | L'Abondance Huile sur toile, 103 x 89 cm | vers 1700        | Peint pour l'appartement du roi au Trianon de marbre                                                                   | Versailles, musée national du château                     |           |
|       | Vénus et Adonis Huile sur toile, 57,5 x 69 cm | vers 1700        | | Rennes, musée des Beaux-Arts                              |           |
|       | Néron ordonnant la mort d'Agrippine Huile sur toile, 138 x 283 cm | vers 1700-1702   | Peint pour la galerie du Château neuf de Meudon                                                                        | Grenoble, musée de Grenoble                               |           |
|       | Cyrus interrogeant le roi d'Arménie Huile sur toile, 138,5 x 282 cm                                                                                                  | vers 1700-1702   | Peint pour la galerie du Château neuf de Meudon                                                                        | Grenoble, musée de Grenoble                               |           |
|       | Apollon vainqueur du serpent Python Huile sur toile, 157 x 126 cm | vers 1700-1704   | Peint pour le Trianon de marbre                                                                                        | Versailles, musée national du château                     |           |
|       | L'Assomption de la Vierge (esquisse) Huile sur toile, 69,1 x 91,2 cm                                                                                                 | vers 1700-1704   | Esquisse pour le décor de l'église du Dôme des Invalides                                                               | Rennes, musée des Beaux-Arts                              |           |
|       | L'Assomption de la Vierge | vers 1704        | | Paris, église du Dôme des Invalides                       |           |
|       | La Trinité | vers 1704        | | Paris, église du Dôme des Invalides                       |           |
|       | Loth et ses Filles Huile sur toile, 89,2 x 108,2 cm | vers 1704        | | Rennes, musée des Beaux-Arts                              |           |
|       | Déjanire envoyant la chemise empoisonnée de Nessus à Hercule Huile sur toile, 108 x 162 cm                                                                           | vers 1704        | Peint pour le Trianon de marbre                                                                                        | Versailles, musée national du château                     |           |
|       | Le Christ au mont des Oliviers Huile sur cuivre, 50 x 40 cm | 1705             | | Collection particulière                                   |           |
|       | Nymphes présentant une corne d'abondance à Amalthée Huile sur toile, 105,7 x 208,8 cm                                                                                |                  | Peint pour le Trianon de marbre                                                                                        | Versailles, musée national du château                     |           |
|       | Arabesques. Sacrifice à Vénus Huile sur toile, 500 x 100 cm |                  | Carton de la tenture des Triomphes des Dieux                                                                           | Fontainebleau, musée national du château                  |           |
|       | La Vision de sainte Catherine de Sienne Huile sur toile, 178 x 130 cm                                                                                                |                  | | Bordeaux, musée des Beaux-Arts                            |           |
|       | Paysage avec Apollon et Marsyas Huile sur toile, 121 x 130 cm |                  | | Marseille, musée des Beaux-Arts                           |           |
|       | Le Christ aux anges Huile sur toile, 173,5 x 102 cm |                  | | Meaux, musée Bossuet                                      |           |
|       | Le Christ aux anges Huile sur toile, 167,5 x 156 cm |                  | | Localisation actuelle inconnue                            |           |
|       | Le Christ aux anges (réduction ?) Huile sur toile |                  | | Collection particulière                                   |           |
|       | Le Christ en croix Huile sur toile, 73 x 60 cm |                  | | Collection particulière                                   |           |
|       | Énée chez Didon Huile sur toile, 82 x 133 cm |                  | | Aix-en-Provence, musée Paul-Arbaud                        |           |
|       | La Visitation Huile sur toile, 356 x 202 cm |                  | | Lyon, Primatiale Saint-Jean                               |           |
|       | La Vision de saint Étienne Huile sur toile, 325 x 200 cm |                  | Attribué à Noël Coypel                                                                                                 | Cahors, cathédrale Saint-Étienne                          |           |
|       | L'Adoration des bergers Huile sur toile, 320 x 260 cm |                  | | Paris, église Saint-Nicolas-des-Champs                    |           |
|       | Paysage avec le Jugement de Midas Huile sur bois, 78 x 99 cm |                  | | Vire, musée municipal                                     |           |